# Église Saint-Martin de Vinassan
L'église Saint-Martin est une église romane située à Vinassan, entre Narbonne et le massif de la Clape, dans le département français de l'Aude en région Occitanie.
Bien que fortement remaniée depuis sa construction, l'église a gardé son abside romane datant du XIe siècle.

## Historique
Le lieu de Vinassan est mentionné dès le IXe siècle : il apparaît sous le nom de Vinacium dans une charte donnée en 870 par le roi de France Charles le Chauve au comte de Carcassonne Olibia,. Ce nom dériverait de Vinacius, probablement le nom d'un domaine gallo-romain.
L'église romane de Vinassan, dédiée à saint Martin (316-397), évêque de Tours et évangélisateur des campagnes, est construite au XIe siècle,,. On trouve d'autres églises Saint-Martin dans les environs, comme l'église Saint-Martin de Fleury-d'Aude et l'église Saint-Martin de Cuxac-d'Aude.
Au XVIe siècle, la nef est rebâtie, probablement à la suite d'un effondrement.
En 1851, la population du village exprime le vœu de voir son église dotée d'un clocher : deux projets proposés par la commune n'aboutissent pas, avant de voir un projet de clocher néo-roman se réaliser en 1887 grâce au soutien financier des habitants,.
En 1889 sont décidés la restauration et l'agrandissement de l'église : l'édifice initial composé d'une nef unique avec abside cède alors la place en 1895 à une église à trois nefs, les nefs latérales étant terminées par des absidioles qui flanquent l'abside romane, seule partie conservée,.

## Statut patrimonial
L'abside romane fait l'objet d'une inscription au titre des monuments historiques depuis le 12 février 1951.

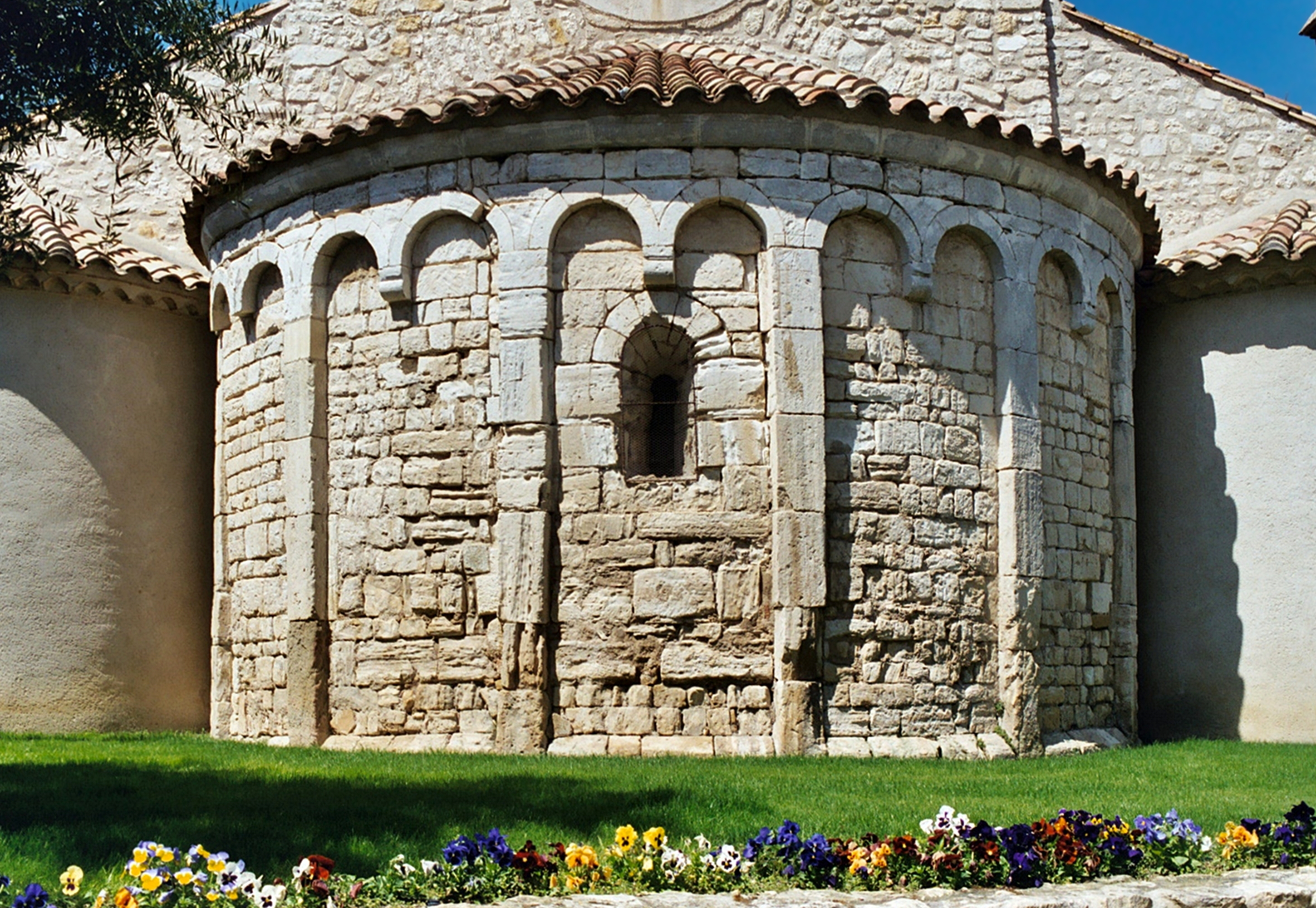
L'abside de style roman lombard,
classée monument historique.

## Architecture

### Le chevet roman
L'église possède un superbe chevet de style roman lombard (premier âge roman) à abside unique édifié en pierre calcaire.
L'abside, dont la base repose sur un léger bahut taillé en biseau, est percée d'une fenêtre axiale à simple ébrasement qui était murée au XIXe siècle mais a été dégagée depuis.
Elle présente une décoration de bandes lombardes composées de lésènes et d'arcades groupées par deux et retombant sur des corbeaux finement moulurés,,,. Ce décor de lésènes « devait avant tout assurer la solidité du bâtiment et non son décor ». L'ensemble de cette arcature est surmonté d'un bandeau formant corniche. 
Couverte de tuiles romaines, l'abside est encadrée des deux absidioles enduites de crépi ajoutées au XIXe siècle,.

### Le clocher néo-roman
L'église de Vinassan possède un élégant clocher carré de style néo-roman érigé, comme il a été dit plus haut, en 1887 grâce au soutien financier des habitants,
Ce clocher comporte quatre niveaux ornés d'arcatures au premier niveau, de modillons historiés au second niveau et de modillons lisses aux deux niveaux supérieurs. 
Le dernier étage est percé de baies campanaires géminées à abat-sons, et est agrémenté d'une frise de dents d'engrenage. Il est surmonté d'une courte toiture pyramidale couverte de tuiles orange.

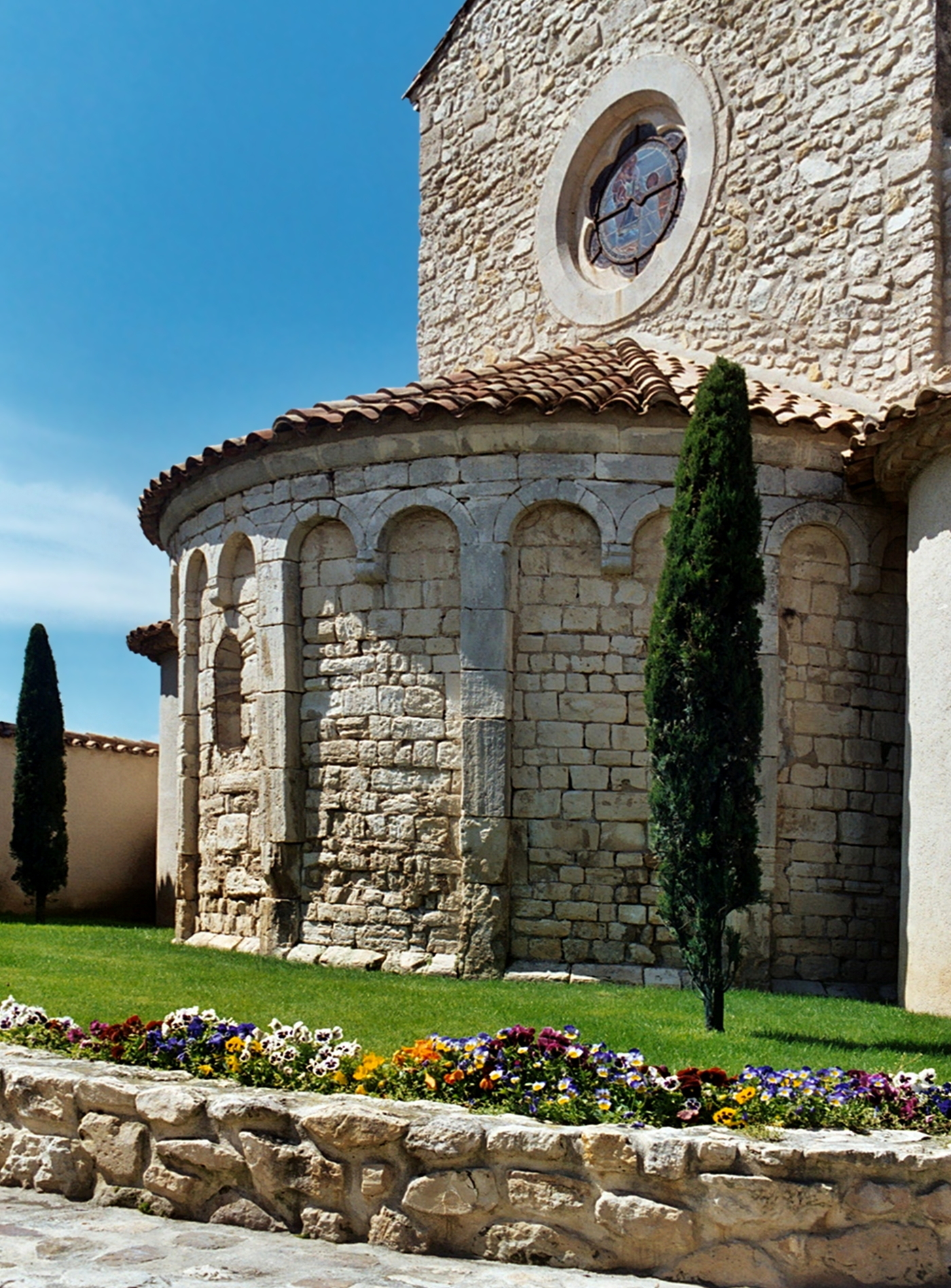
Le chevet vu du nord-est.
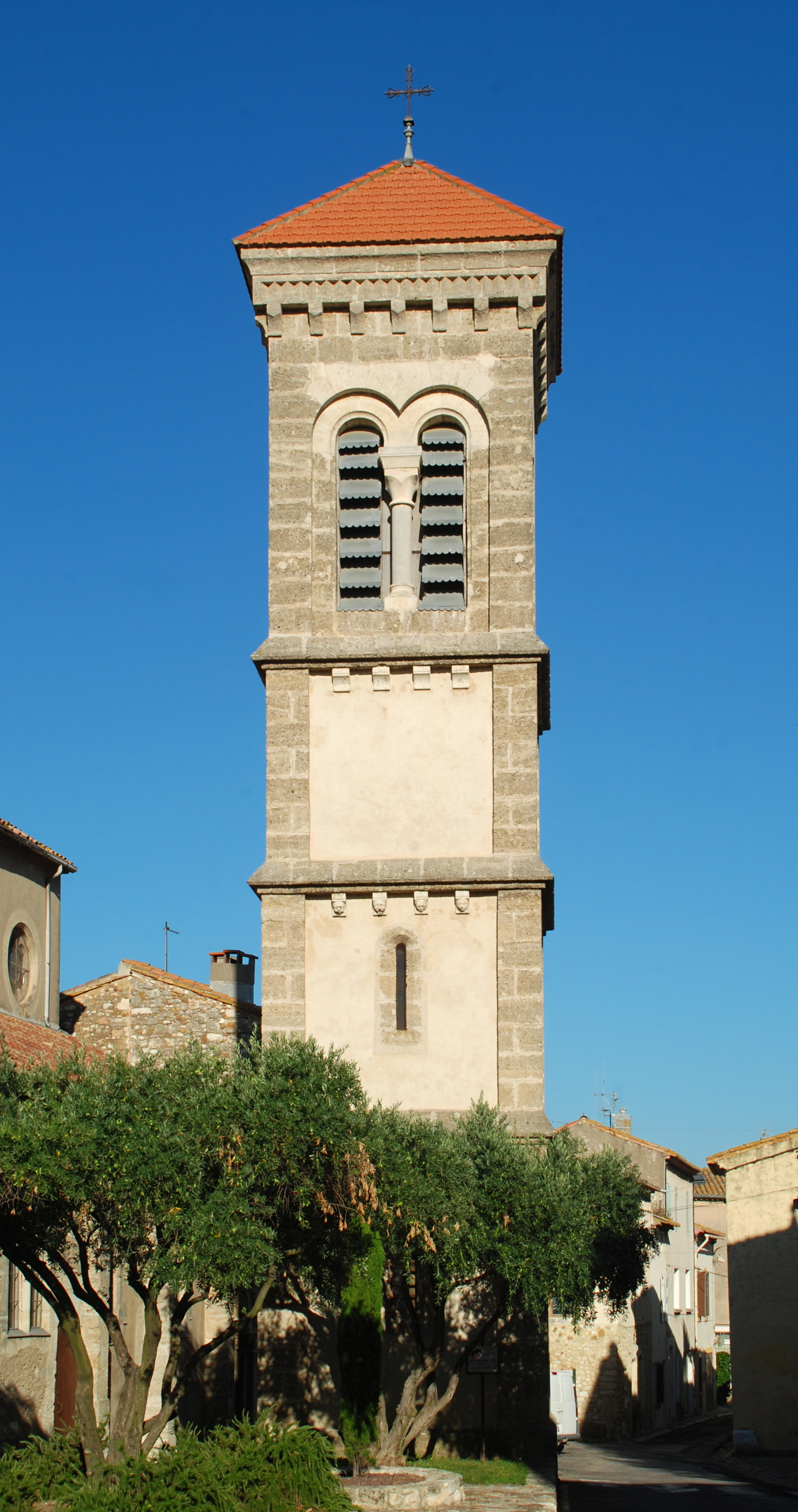
Le clocher néo-roman.
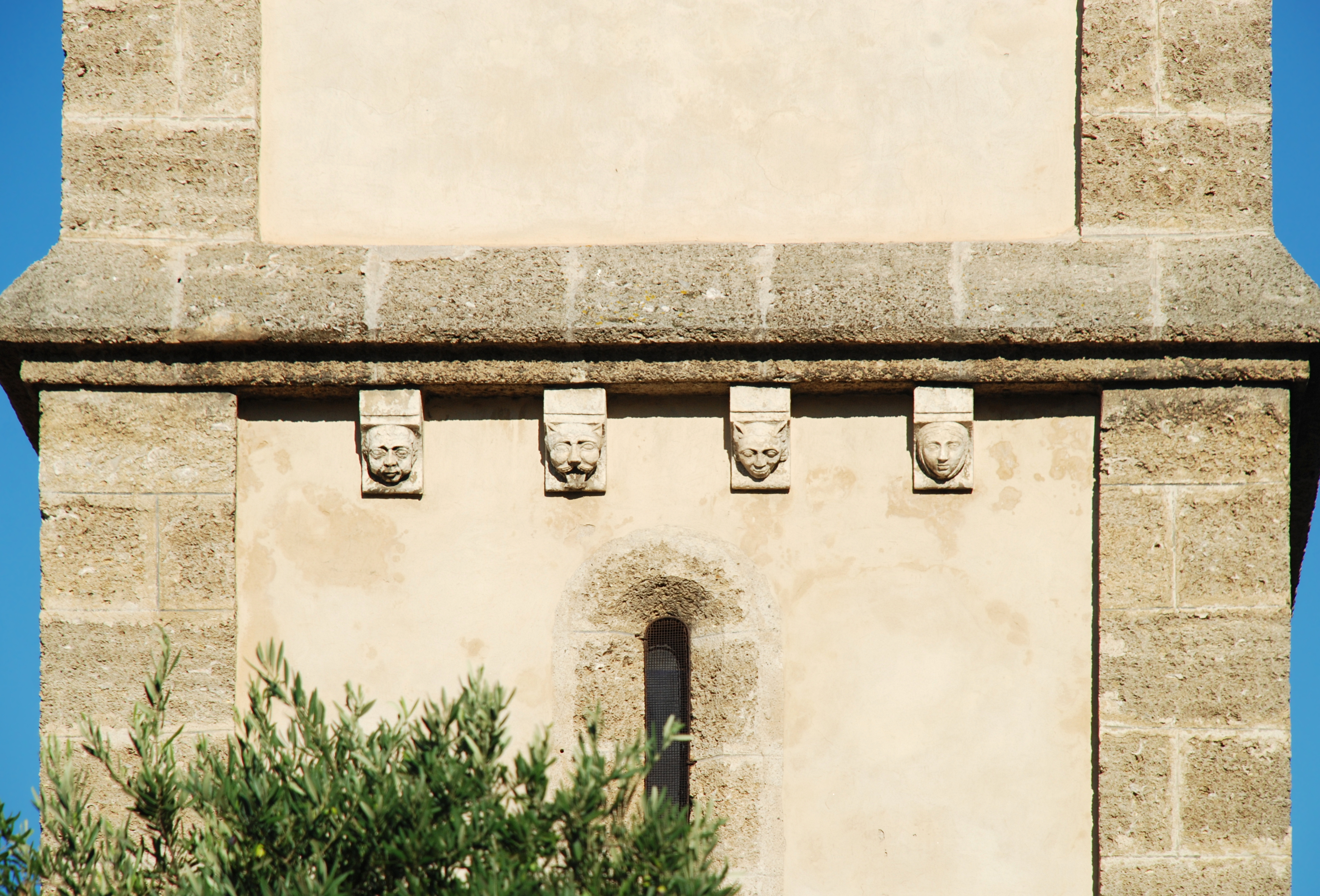
Modillons du clocher.
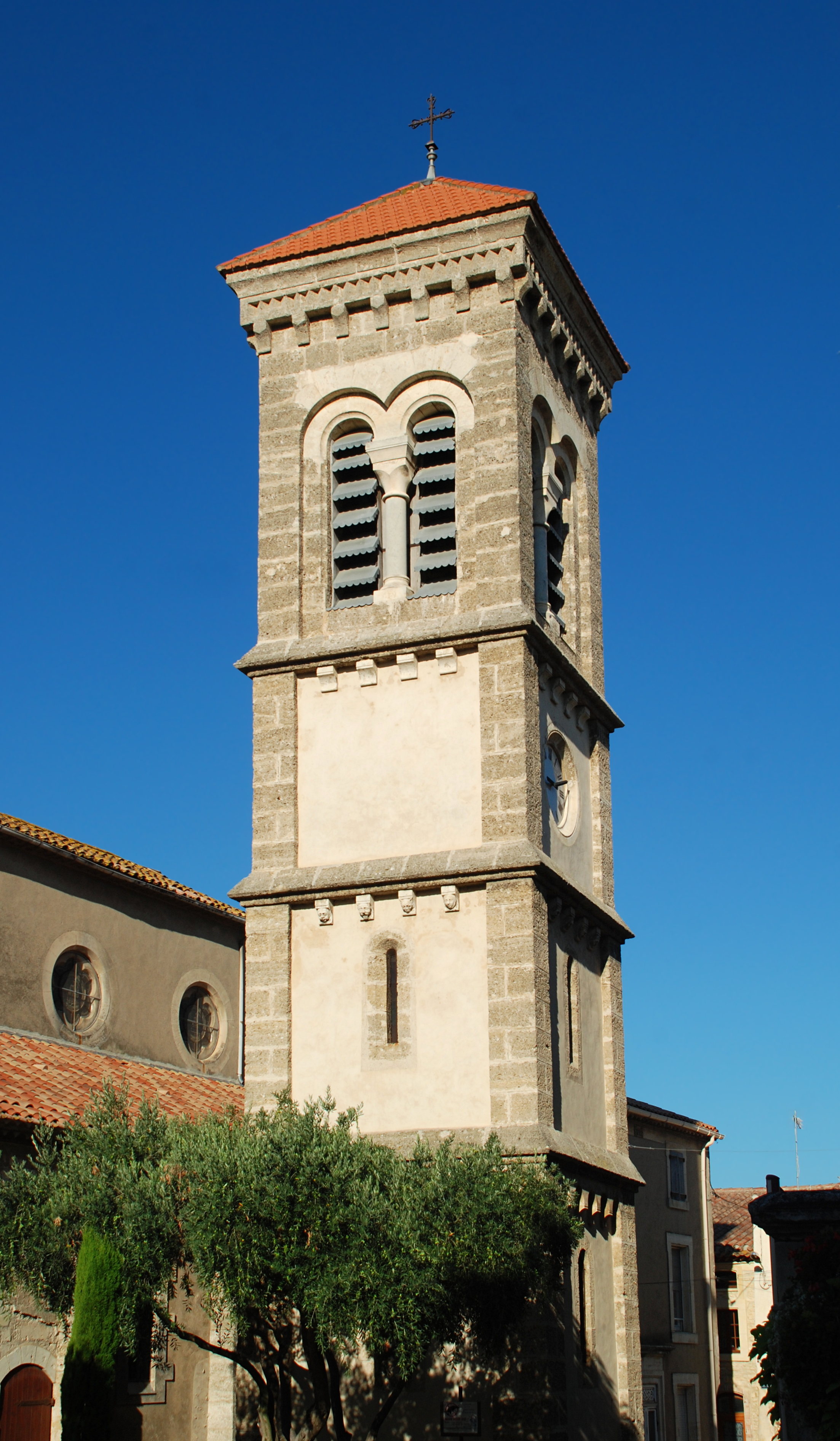
Le clocher vu du nord-est.
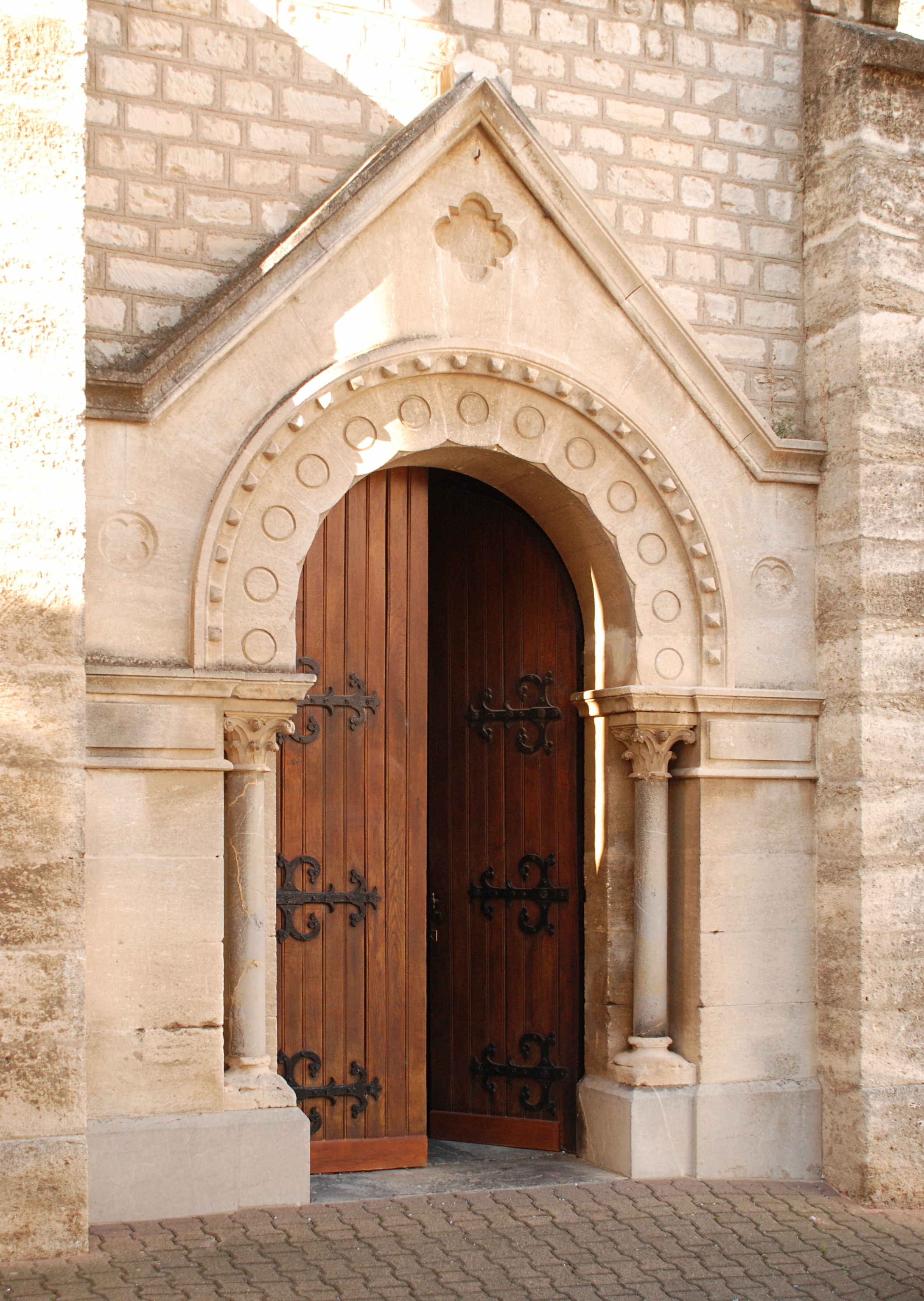
Le portail néo-roman.

## Intérieur
Le chœur de l'église, voûté en cul-de-four, abrite un autel en marbre dont le bas-relief central représente saint Martin qui partage son manteau et en donne la moitié à un mendiant.
L'intérieur de l'église abrite également une chaire en bois sculpté ainsi que des fonts baptismaux remarquables, surmontés d'une structure en bois.

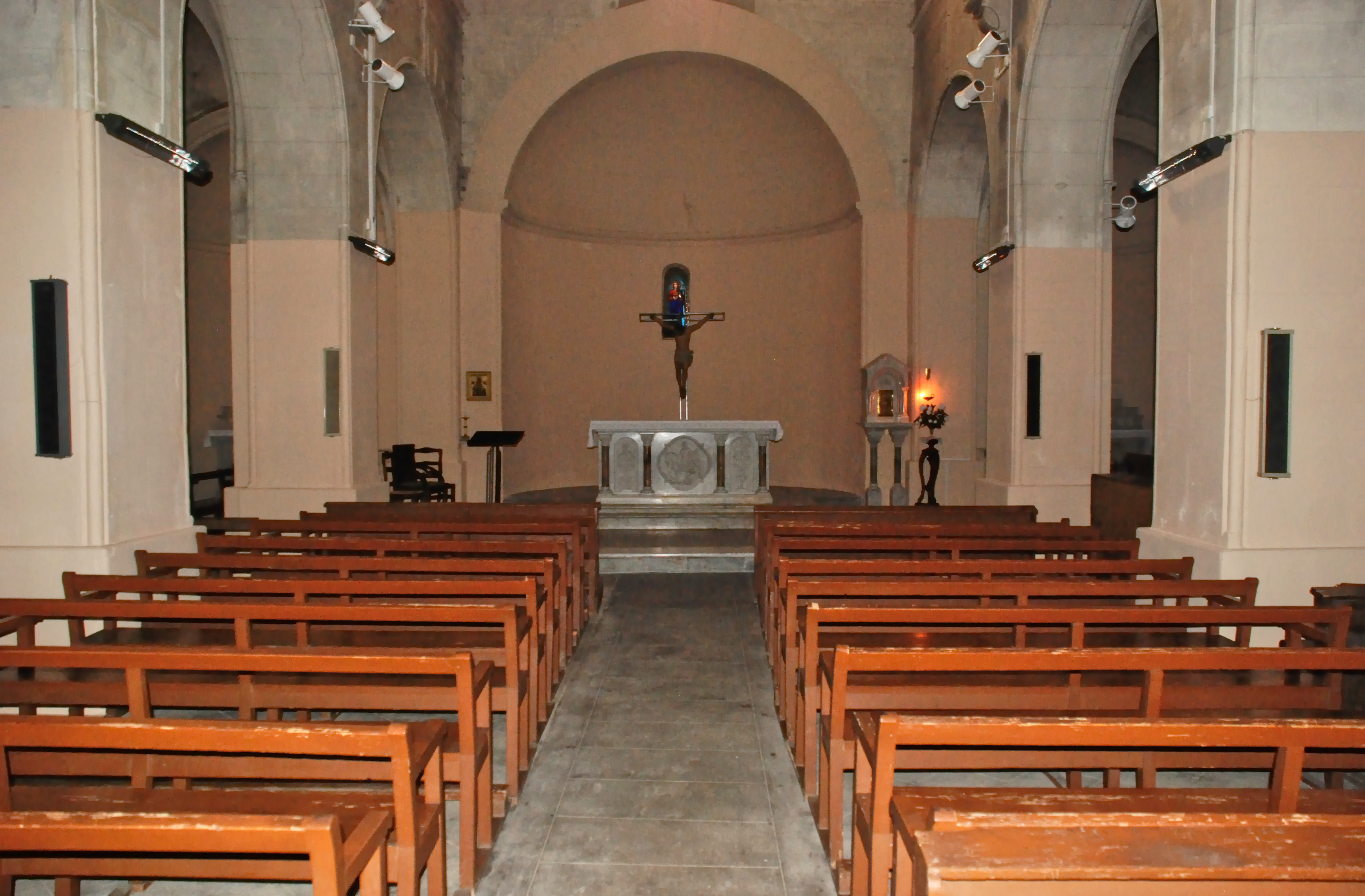
La nef et le chœur voûté en cul-de-four.
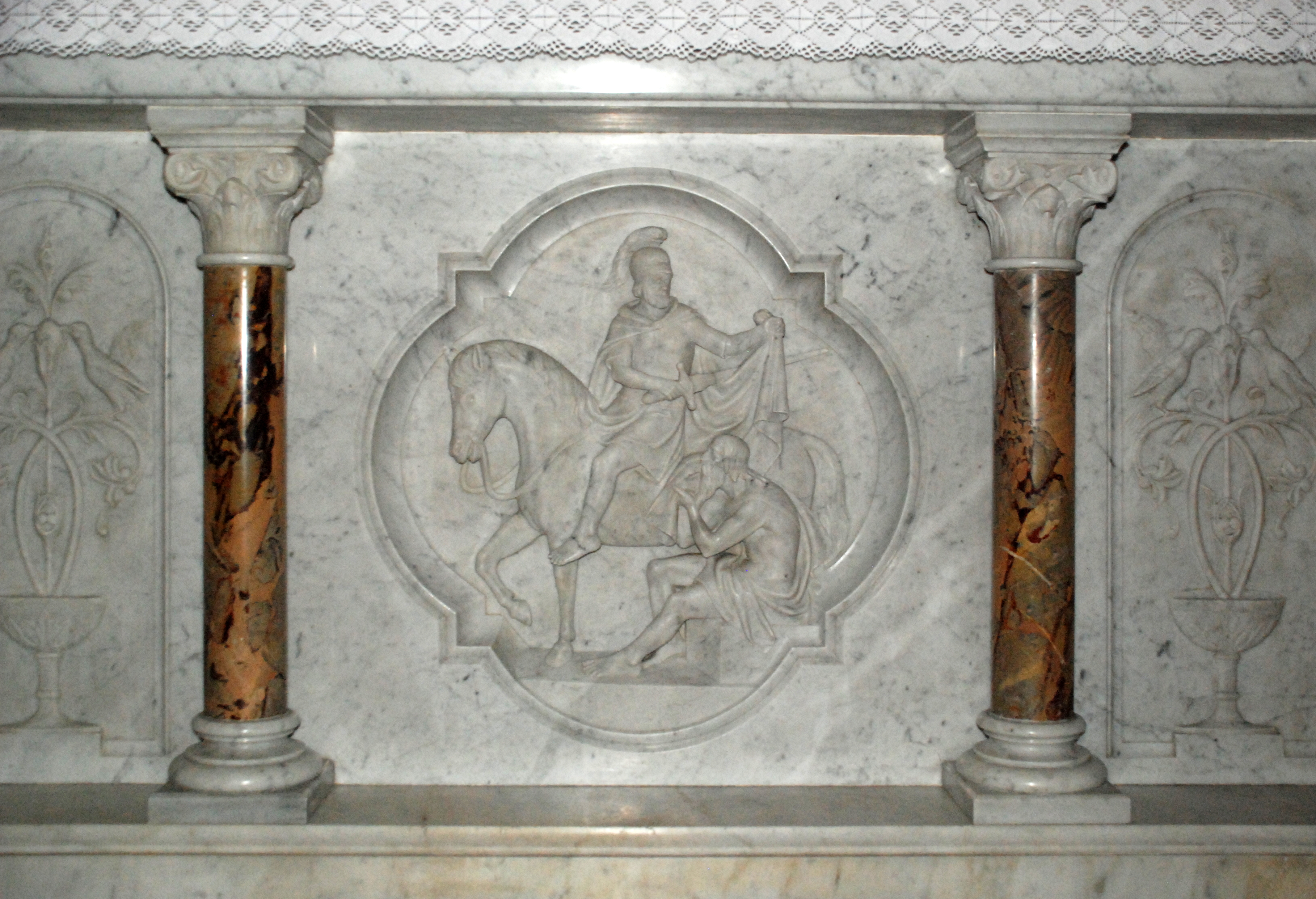
Saint Martin partage son manteau.
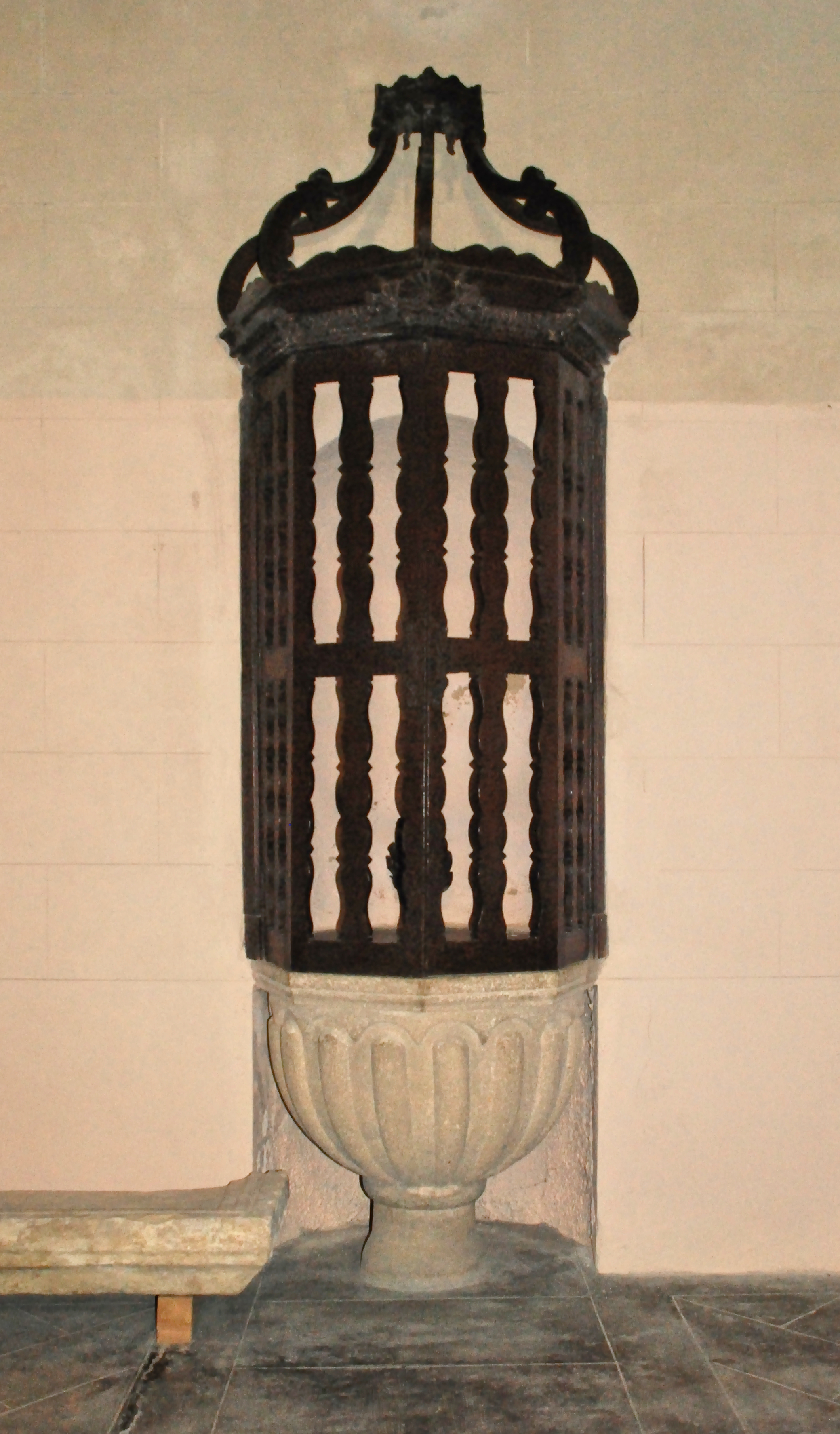
Fonts baptismaux.